# Circuit Bancaixa 08/09
La XVIII Lliga Professional d'Escala i Corda del Circuit Bancaixa és el torneig cimera de la pilota valenciana en la modalitat d'Escala i corda celebrada entre els anys 2008 i 2009 i organitzada per ValNet.

## Regles específiques
La 18a Lliga del Circuit Bancaixa compta amb uns lleugers canvis en les regles:
- Puntuació: L'equip guanyador suma 3 punts en la 1a i 2a fase, excepte si el rival arriba a 50 l marcador, llavors el guanyador rep 2 punts, i el perdedor 1 punt.
- Semifinals i final: Les semifinals i la final es juguen al millor de tres partides.
- Pilotes parades: La pilota que vaja a l'escala del rest, sense haver botat a terra, és parada.
- Tamborí: L pilota que bote al tamborí i puge a la galeria és quinze de l'equip que l'hi ha llançada.
- Reserves: El jugador reserva que jugue més del 50% de les partides d'una fase, en jugarà la resta. Així mateix, el jugador reserva que jugue meś del 50% de les partides amb un equip en serà membre titular.

## Equips
| - Ajuntament d'Alcàsser - Víctor, Javi i Raül II - Ajuntament de Benidorm - Genovés II, Salva i Héctor II - Ajuntament de L'Eliana - Álvaro, Melchor i Espinola - Ajuntament de Pedreguer - León, Grau i Pedrito - Ajuntament de Petrer - Miguel, Solaz i Herrera |  | - Ajuntament de Sagunt - Colau, Dani i Nacho - Ajuntament de Sueca - Adrián I, Sarasol II i Canari - Ajuntament de València - Pedro, Jesús i Tino - Ajuntament de Vila-real - Núñez, Fèlix i Héctor - Universitat Politècnica de València - Soro III, Tato i Oñate |

### Jugadors reserva
- Escaleters: Cervera, Fageca, Primi i Fran

- Mitgers: Pere i Santi

- Punters: Colau II i Tomàs II

### Feridors
- Aragó, Miguelín i Oltra.

## Resultats

### 1a Fase
| Data     | Trinquet                    | Equip                         | Equip                         | Resultat |
| -------- | --------------------------- | ----------------------------- | ----------------------------- | -------- |
| 14/11/08 | Trinquet del Genovés        | Núñez, Fèlix i Héctor         | Adrián I, Sarasol II i Canari | 35-60    |
| 15/11/08 | Pelayo (València)           | León, Grau i Pedrito          | Miguel, Solaz i Colau II      | 60-15    |
| 16/11/08 | Trinquet de Benissa         | Genovés II, Salva i Héctor II | Víctor, Javi i Raül II        | 50-60    |
| 18/11/08 | Tio Pena (Massamagrell)     | Álvaro, Pere i Espinola       | Pedro, Jesús i Tino           | 45-60    |
| 19/11/08 | Guadassuar                  | Núñez, Fèlix i Héctor         | Genovés II, Salva i Héctor II | 45-60    |
| 19/11/08 | Salvador Sagols (Vila-real) | Colau, Dani i Nacho           | Soro III, Tato i Oñate        | 60-40    |
| 20/11/08 | UPV                         | Adrián I, Sarasol II i Canari | León, Grau i Pedrito          | 45-60    |
| 21/11/08 | Trinquet del Genovés        | Víctor, Javi i Raül II        | Álvaro, Melchor i Espinola    | 60-50    |
| 22/11/08 | Pedreguer                   | Miguel, Solaz i Herrera       | Colau, Dani i Nacho           | 35-60    |
| 23/11/08 | Alcàsser                    | Pedro, Jesús i Tino           | Soro III, Tato i Oñate        | 45-60    |
| 24/11/08 | Trinquet de la Pobla        | Núñez, Fèlix i Héctor         | Víctor, Javi i Raül II        | 55-50    |
| 26/11/08 | Guadassuar                  | Genovés II, Salva i Héctor II | Álvaro, Melchor i Espinola    | 60-45    |
| 28/11/08 | Sueca                       | Adrián I, Sarasol II i Canari | Miguel, Solaz i Herrera       | 60-50    |
| 28/11/08 | Trinquet del Genovés        | León, Grau i Pedrito          | Víctor, Javi i Raül II        | 60-45    |
| 29/11/08 | Pelayo (València)           | Núñez, Fèlix i Héctor         | Soro III, Tato i Oñate        | 40-60    |
| 30/11/08 | Bellreguard                 | Pedro, Jesús i Tino           | Colau, Dani i Nacho           | 40-60    |
| 01/12/08 | Benidorm                    | Adrián I, Sarasol II i Canari | Genovés II, Salva i Héctor II | 25-60    |
| 03/12/08 | Salvador Sagols (Vila-real) | Miguel, Solaz i Herrera       | Álvaro, Melchor i Espinola    | 60-50    |
| 04/12/08 | UPV                         | Núñez, Fèlix i Héctor         | Colau, Dani i Nacho           | 60-35    |
| 05/12/08 | Trinquet del Genovés        | León, Grau i Pedrito          | Pedro, Jesús i Tino           | 60-35    |
| 06/12/08 | Pedreguer                   | Genovés II, Salva i Héctor II | Soro III, Tato i Oñate        | 40-60    |
| 07/12/08 | L'Eliana                    | Adrián I, Sarasol II i Canari | Álvaro, Melchor i Espinola    | 60-40    |
| 08/12/08 | Murla                       | Núñez, Fèlix i Héctor         | Miguel, Solaz i Herrera       | 45-60    |
| 10/12/08 | Guadassuar                  | Genovés II, Salva i Héctor II | León, Grau i Pedrito          | 60-30    |
| 12/12/08 | Pla de l'Arc (Llíria)       | Álvaro, Melchor i Espinola    | Colau, Dani i Nacho           | 40-60    |
| 12/12/08 | Trinquet del Genovés        | Adrián I, Sarasol II i Canari | Víctor, Javi i Raül II        | 55-60    |
| 13/12/08 | Petrer                      | Miguel, Solaz i Herrera       | Soro III, Tato i Oñate        | 20-35    |
| 13/12/08 | Pelayo (València)           | Núñez, Fèlix i Héctor         | Pedro, Jesús i Tino           | 55-60    |
| 26/12/08 | Pla de l'Arc (Llíria)       | Víctor, Javi i Raül II        | Colau, Dani i Nacho           | 35-60    |
| 27/12/08 | Pedreguer                   | Miguel, Solaz i Herrera       | Pedro, Jesús i Tino           | 25-60    |
| 28/12/08 | Sagunt                      | Núñez, Fèlix i Héctor         | León, Grau i Pedrito          | 60-45    |
| 02/01/09 | Pla de l'Arc (Llíria)       | Adrián I, Sarasol II i Canari | Soro III, Tato i Oñate        | 30-60    |
| 03/01/09 | Pedreguer                   | León, Grau i Pedrito          | Fageca, Melchor i Espinola    | 60-15    |
| 04/01/09 | Sagunt                      | Genovés II, Salva i Héctor II | Cervera, Dani i Nacho         | 50-60    |
| 04/01/09 | Trinquet de Benissa         | Víctor, Javi i Raül II        | Pedro, Jesús i Tino           | 40-60    |
| 07/01/09 | Guadassuar                  | Cervera, Melchor i Espinola   | Soro III, Tato i Oñate        | 25-60    |
| 09/01/09 | Trinquet del Genovés        | León, Grau i Pedrito          | Colau, Dani i Nacho           | 60-35    |
| 10/01/09 | Pedreguer                   | Genovés II, Salva i Héctor II | Miguel, Solaz i Herrera       | 60-45    |
| 10/01/09 | Pelayo (València)           | Adrián I, Sarasol II i Canari | Pedro, Jesús i Tino           | 50-60    |
| 11/01/09 | Alcàsser                    | Víctor, Javi i Raül II        | Soro III, Tato i Oñate        | 45-60    |
| 12/01/09 | Benidorm                    | Núñez, Fèlix i Héctor         | Cervera, Melchor i Espinola   | 60-20    |
| 16/01/09 | Sueca                       | Adrián I, Sarasol II i Canari | Colau, Dani i Nacho           | 45-60    |
| 16/01/09 | Trinquet del Genovés        | Víctor, Javi i Raül II        | Miguel, Solaz i Herrera       | 60-20    |
| 17/01/09 | Pelayo (València)           | León, Grau i Pedrito          | Soro III, Tato i Oñate        | 55-60    |
| 18/01/09 | Trinquet de Bellreguard     | Genovés II, Salva i Héctor II | Pedro, Jesús i Tino           | 60-25    |